# Je suis l'enfant soleil
«Je suis l'enfant soleil» («Soy la niña sol») fue la canción de Francia en el Festival de la Canción de Eurovisión 1979, interpretada en francés por Anne-Marie David, quien había ganado el concurso seis años antes, en representación de Luxemburgo, con la canción «Tu te reconnaîtras».
La canción fue interpretada en undécimo lugar (después de la canción ganadora, la de Israel, y antes de Bélgica). Al cierre de la votación, había recibido 106 puntos, consiguiendo así la tercera posición de un total de diecinueve países.
La canción es una balada dramática, en la que se describe una historia de amor juvenil con un desconocido «que viene del norte» - «y yo era una niña sol». El extranjero es acogido por el padre del narrador, quien también le da alojamiento y trabajo «en el viejo roble». «Compartió el pan y me dijo las palabras que eran más fuertes y más dulces que el algodón del cielo». Entre los dos surgió la pasión: «cada ardiente invierno nuestro amor hizo temblar la tierra», pero un día los hombres vinieron a buscar al extranjero. «Trató de escapar, pero ya era demasiado tarde, la trampa se cerró a su alrededor», y se lo llevaron «con las manos sobre su cabeza». «Le dieron las gracias a mi padre y se fueron», tras lo cual la canción termina con «la hija del sol» pidiendo el retorno de su amante.
La canción también fue grabada en alemán («Sonnenkind») e italiano («Ragazza sole»).
Fue sucedida como representante de Francia en 1980 por el grupo Profil con la canción «Hé hé m'sieurs dames».
- Datos: Q6168687